# Ugandatrichia sanana
Ugandatrichia sanana är en nattsländeart som beskrevs av Olah 1989. Ugandatrichia sanana ingår i släktet Ugandatrichia och familjen smånattsländor. Inga underarter finns listade i Catalogue of Life.